# Queensbury (New York)
Queensbury település az USA New York államában, Warren megyében, melynek megyeszékhelye is. Lakosainak száma 29 169 fő (2020. április 1.).

## Népesség
A település népességének változása:

| 2010 | 27 901 |
| 2020 | 29 169 |